# Sainte-Maure-de-Peyriac
Sainte-Maure-de-Peyriac (okzitanisch Senta Maura de Peirac) ist eine Gemeinde mit 305 Einwohnern (Stand: 1. Januar 2022) in Frankreich im Département Lot-et-Garonne in der Region Nouvelle-Aquitaine (vor 2016 Aquitaine). Die Gemeinde gehört zum Arrondissement Nérac und zum Kanton L’Albret. Die Einwohner werden Peyriacais genannt.

## Geografie
Sainte-Maure-de-Peyriac liegt etwa 45 Kilometer westsüdwestlich von Agen. Umgeben wird Sainte-Maure-de-Peyriac von den Nachbargemeinden Sos im Norden, Poudenas im Nordosten, Montréal im Osten und Südosten, Castelnau d’Auzan Labarrère im Süden und Südwesten sowie Saint-Pé-Saint-Simon im Westen.

## Bevölkerungsentwicklung
| Jahr                       | 1962 | 1968 | 1975 | 1982 | 1990 | 1999 | 2006 | 2011 | 2017 |
| Einwohner                  | 559  | 503  | 385  | 343  | 327  | 326  | 344  | 335  | 322  |
| Quellen: Cassini und INSEE |      |      |      |      |      |      |      |      |      |

## Sehenswürdigkeiten
- Kirche Saint-Celse, 1840 bis 1846 erbaut
- Kirche Saint-Laurent in Louspeyrous aus dem 13. Jahrhundert
- Kirche Sainte-Marie-Madeleine in Gajo aus dem 12. Jahrhundert
- Herrenhaus Louspeyrous aus dem 14. Jahrhundert